# Физика на кондензираната материя
Физика на кондензираната материя (също на кондензираните среди) е дял от физиката, който изучава макроскопичните физически свойства на веществото и по-точно на неговата кондензирана фаза (без газове и плазма). Най-очевидните примери за кондензирана материя са твърдите тела и течностите, които са много разпространени на земната кора. В ограничената област, където се развива човешкият живот, освен въздуха всичко друго е кондензирана материя – кристали, аморфни вещества, стъкла, течности, течни кристали, биологични структури.
По-екзотични примери за кондензирани среди са суперфлуидите и т.нар. кондензация на Бозе-Айнщайн, които се срещат в някои атомни системи при много ниски температури, проводящите електрони в свръхпроводящо състояние в някои материали и феромагнитната и антиферомагнитната фази на спина в кристалните решетки.
Кондензираните среди се характеризират със следните особености:
1. съставени са от голям брой частици (1022 и повече);
2. представляват подредено в пространството състояние на атоми, молекули или йони;
3. основните сили на взаимодействие между атомите, молекулите и йоните са кулонови;
4. съществуването, строежът и свойствата на кондензираната материя могат да бъдат разбрани на основата на квантовата механика

Въз основа на тези характеристики е възможна и следната дефиниция: Кондензираните среди представляват подредени многочастични квантови системи от кулонов тип.
Предмет на физиката на кондензираната материя е изучаването на структурата, свойствата и явленията, протичащи в кондензирани среди и тяхното приложение. Тя е най-големият раздел от съвременната физика. Исторически се е развила от физиката на твърдото тяло, която сега се счита за неин подраздел. До голяма степен се припокрива с други научни области като химия, материалознание, електроника, нанотехнологии.